# 26. (južnodalmatinska) divizija (NOVJ)
26. (južnodalmatinska) divizija je bila partizanska divizija, ki je delovala v sklopu NOV in POJ v Jugoslaviji med drugo svetovno vojno.

## Zgodovina
Divizija je bila ustanovljena 8. oktobra 1943. Ob ustanovitvi je divizija imela tri brigade ter okoli 3.770 borcev.

## Sestava
September 1943
- 11. dalmacijska brigada
- 12. dalmacijska brigada
- 13. dalmacijska brigada

## Poveljstvo
Poveljniki
- Niko Martinović

Politični komisarji
- Vojin Popović